# Orthochtha tunstalli
Orthochtha tunstalli är en insektsart som beskrevs av Popov, G.B. och Fishpool 1992. Orthochtha tunstalli ingår i släktet Orthochtha och familjen gräshoppor.

## Underarter
Arten delas in i följande underarter:
- O. t. tunstalli
- O. t. brachyptera